# Roger Eriksson
Roger Eriksson, född 26 juli 1960, åländsk politiker (liberal) och landskapsåklagare.
- Kansliminister, Ålands landskapsregering 2007–2011
- Ledamot av Ålands lagting 2003–2007, 2015–2019

Roger är gift med den Åländska politikern Sirpa Eriksson